# Seothyra longipedata
Seothyra longipedata är en spindelart som beskrevs av Ansie S. Dippenaar-Schoeman 1991. Seothyra longipedata ingår i släktet Seothyra och familjen sammetsspindlar. Inga underarter finns listade i Catalogue of Life.